# Беспилотная индустрия Беларуси
Беспилотная индустрия Беларуси представлена рядом предприятий, которые занимаются разработкой и выпуском беспилотных аппаратов и транспортных средств. Беспилотники в Республике Беларусь используются как в гражданской, так и военной сферах.

## Общая характеристика
На 2018 год в Беларуси разработкой собственных моделей дронов занимались более десяти предприятий и институтов. Каждое силовое и гражданское ведомство стремится соответствовать современным стандартам и проводит активную модернизацию. Именно внутренний рынок стал основным для белорусской беспилотной индустрии. Некоторая продукция идёт на экспорт. Повышенный интерес к белорусским моделям дронов проявляют ряд стран Персидского залива, Азиатско-Тихоокеанского региона, СНГ, Средней Азии, Африки. Специалисты из Беларуси даже привлекались к работе над российским беспилотным вертолётом БАС-200.
Проводимая властями страны политика максимальной опоры на собственные промышленные возможности вместе с открытостью к сотрудничеству с зарубежными компаниями и ориентацией на интенсификацию работ по перспективным направлениям, в числе которых находятся и системы БЛА, привела к увеличению количества и возможностей отечественных разработок. Главный редактор издания «Беспилотная авиация» Денис Федутинов отмечал, что в данной сфере пригодились наработки, имевшиеся у местных компаний промышленности в области микроэлектроники, радиоэлектроники и оптико-электронных систем.

## Летательные аппараты

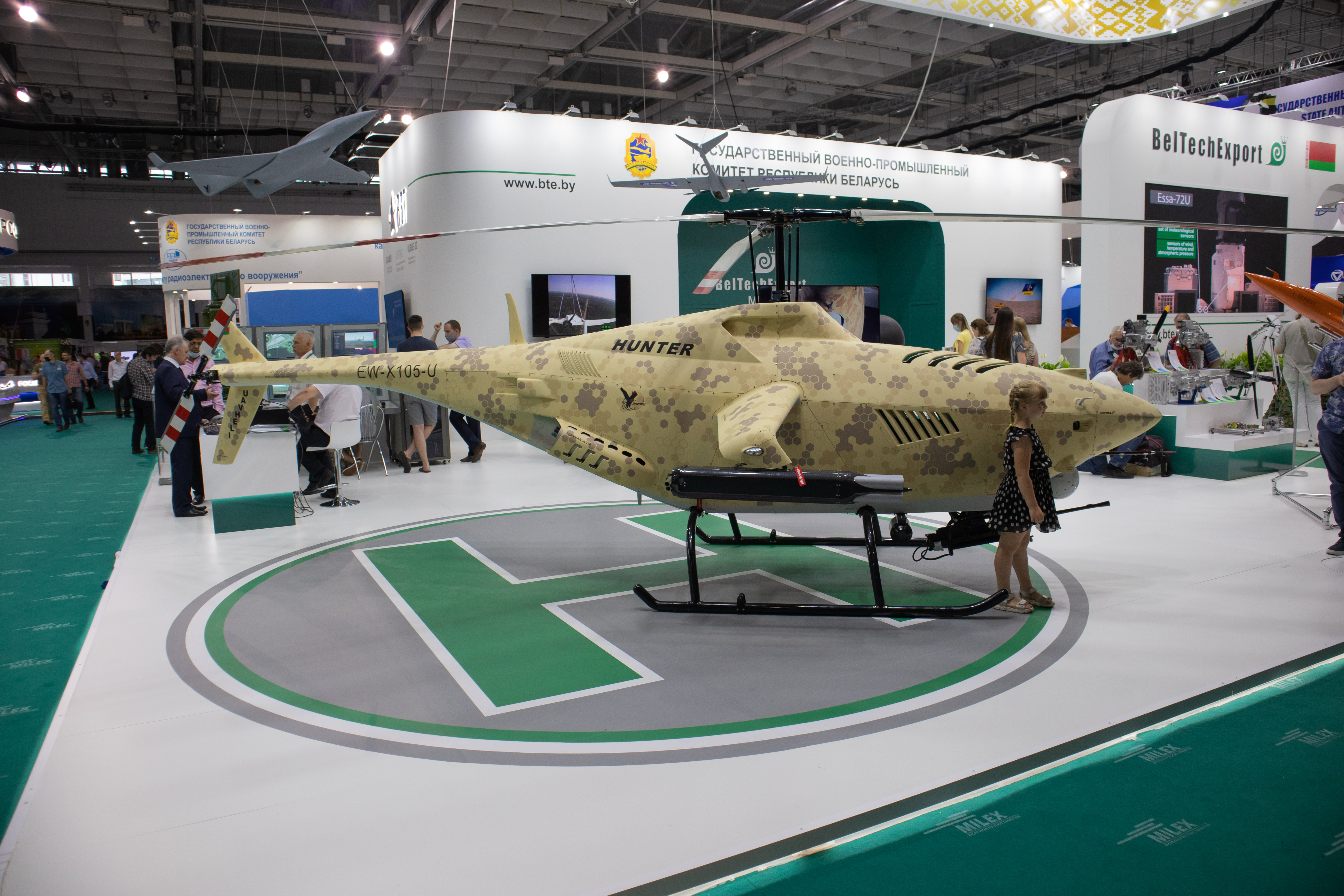
Hunter.
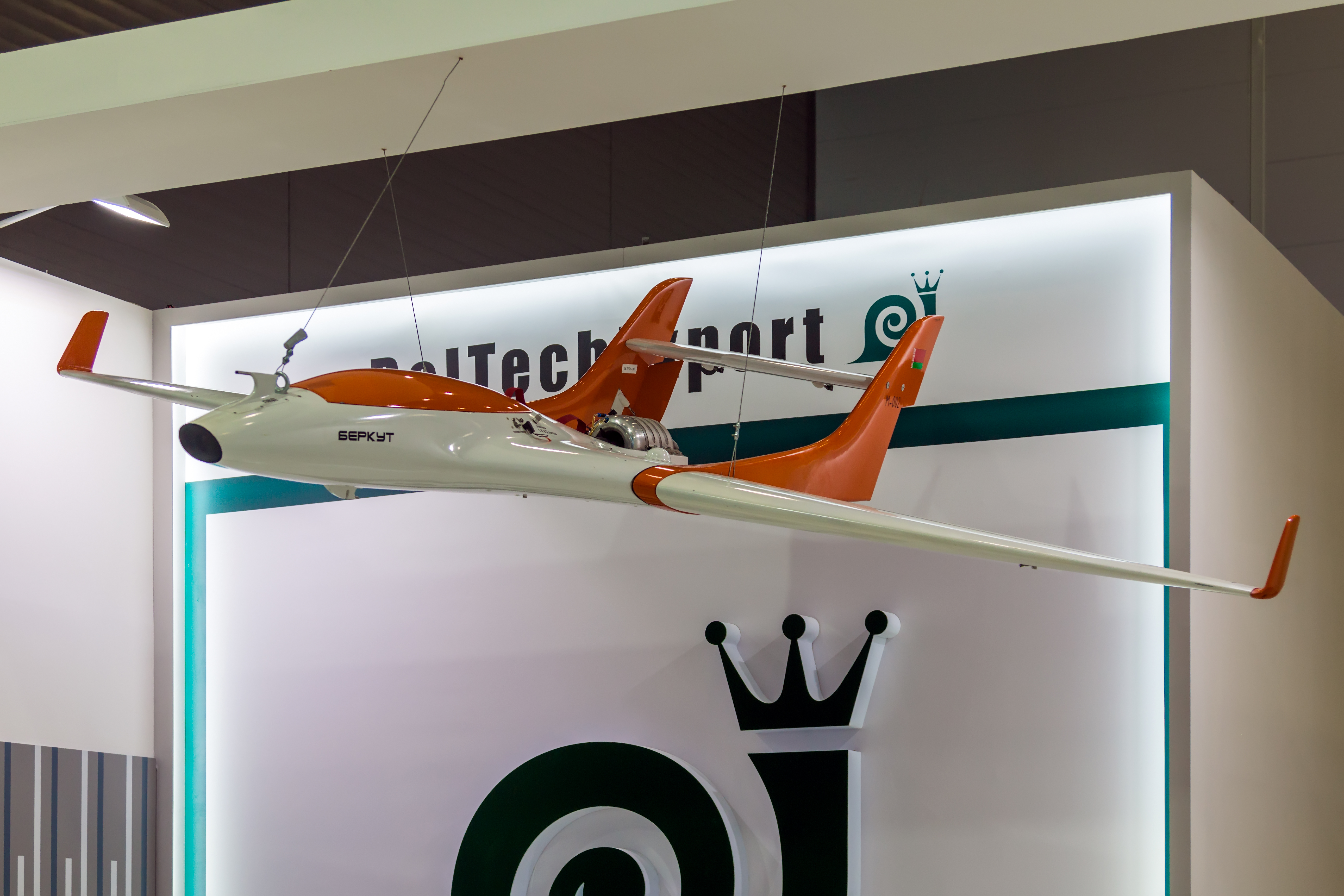
Indela Berkut.
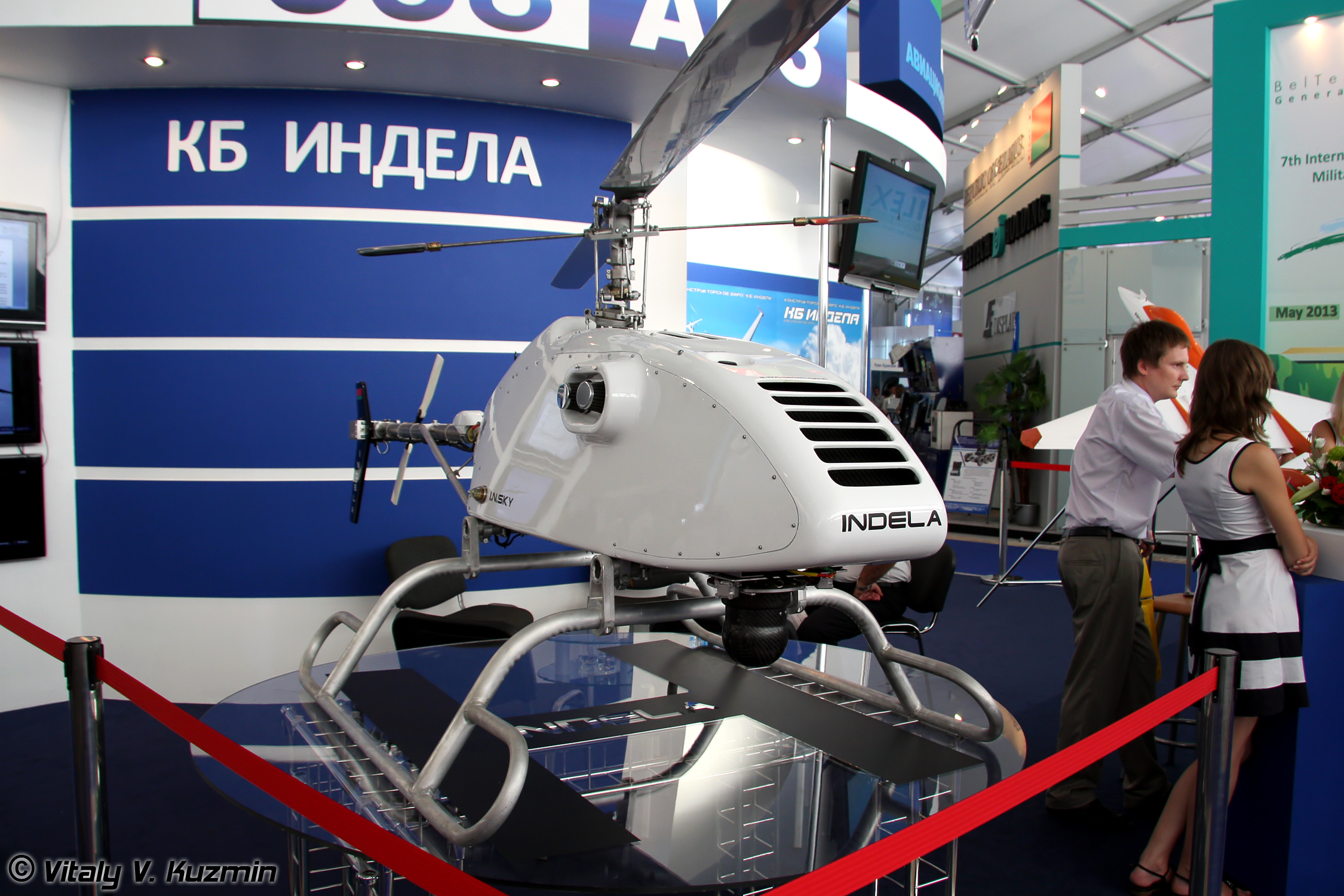
Indela-I.N.SKY.
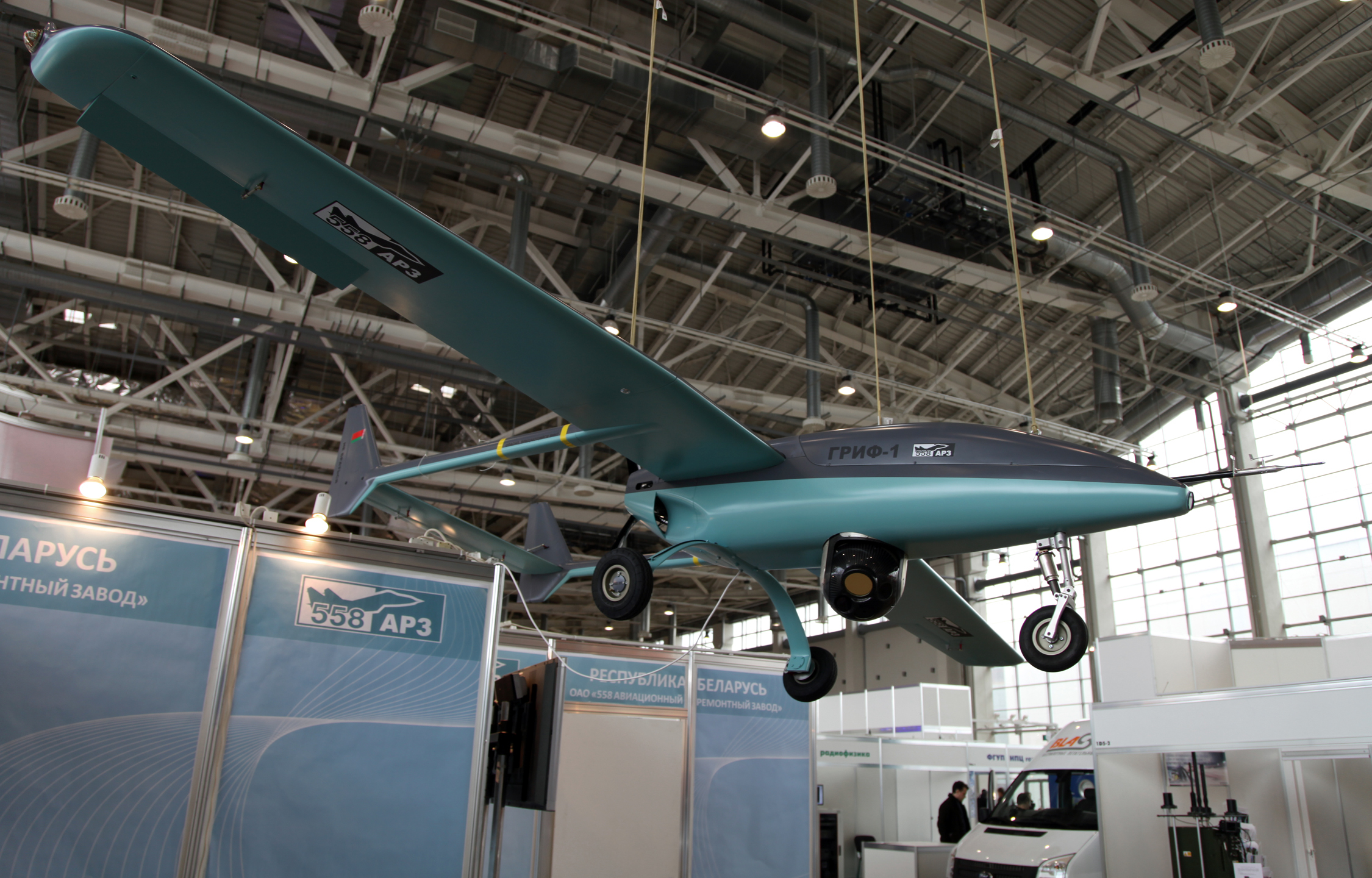
«Гриф-1».
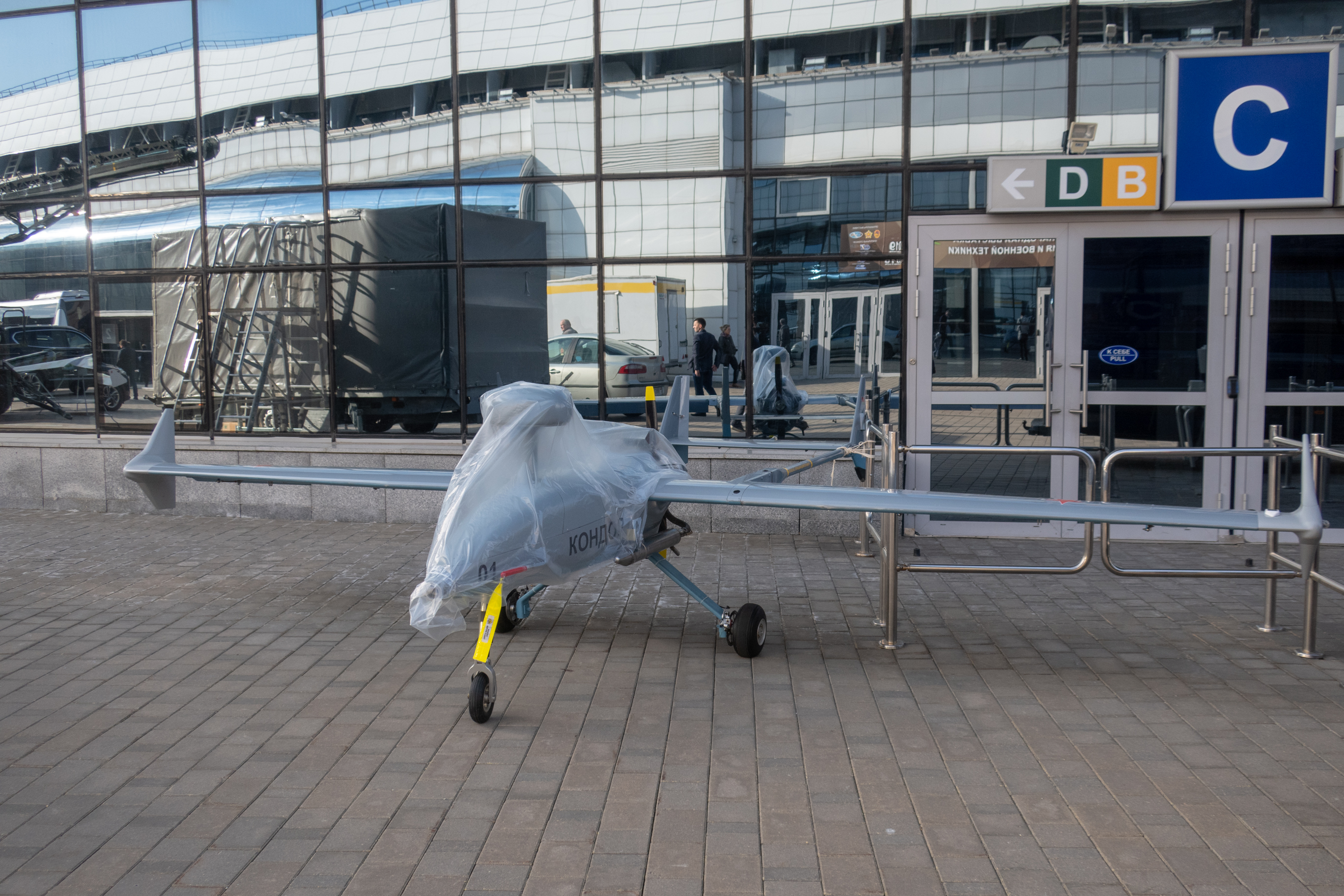
«Кондор».
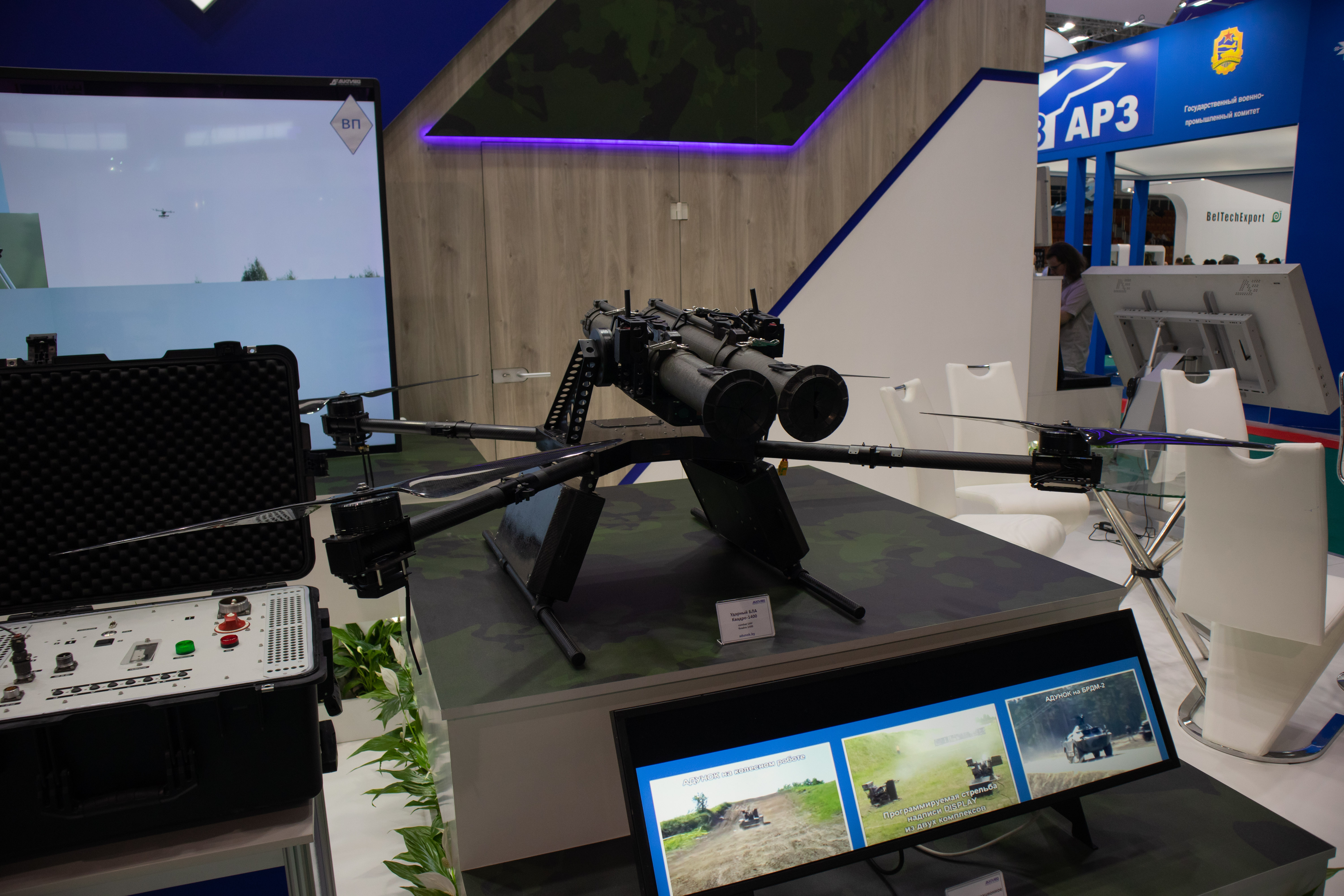
«Квадро-1400/1600».
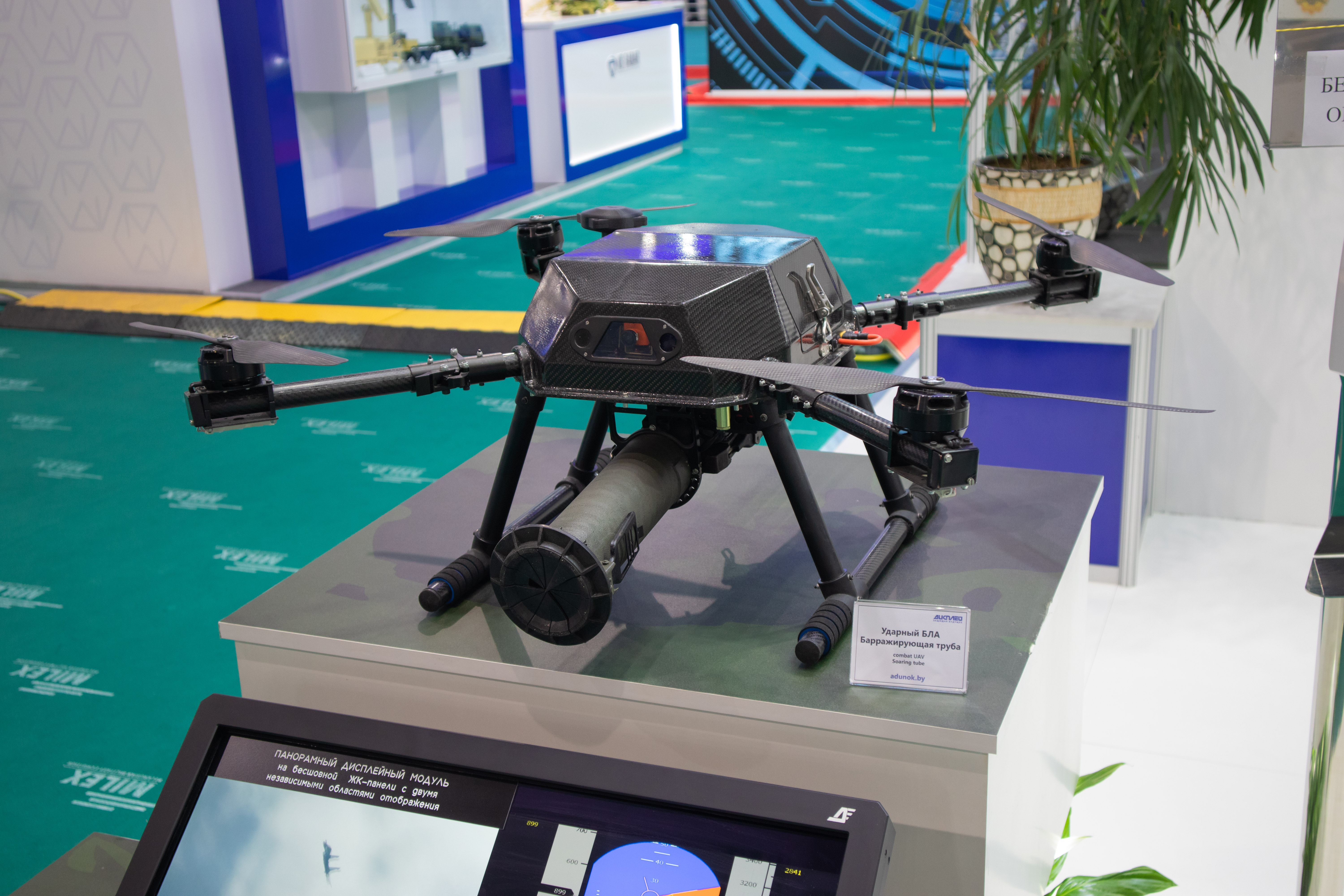
«Баражирующая труба».

История беспилотных летательных аппаратов белорусского производства началась в 1996 году, когда молодой инженер Владимир Чудаков основал частное конструкторское бюро «Индела» (в будущем предприятие будет переименовано в «Беспилотные вертолёты»). Компания, начав с создание бортовой аппаратуры и наземной станции управления дронами для нужд белорусской армии, уже в 2002-м представила беспилотник «Индела Винтокрыл». До 2007 года бюро создало ещё четыре аппарата.
В это время к разработке беспилотников стали подключаться госструктуры и предприятия. В 2008 году конструктор Юрий Яцын вместе с тремя единомышленниками предложил руководству Национальной академии наук создать небольшой научно-технических сектор при Физико-техническом институте. Вместе со специалистами Военной академии за год был создан первый летающий образец. В дальнейшем при активной поддержке Президента и Национальной академии наук этот сектор начал стремительно развиваться, а позже вырос в Научно-производственный центр многофункциональных беспилотных комплексов.
Летом 2009 года под Минском проведены лётные испытания беспилотника «Стриж», который оказался не очень удачным образцом. Команда Яцына учла все недочёты, поэтому возник проект «Москит», который был улучшенной версией первого дрона. В следующем году на российском полигоне началось тестирования нового аппарата, известного как «Бусел». Позже появилась целая линейка многофункциональных БЛА данного типа, относящихся к классу малых беспилотников. Спустя три года «Бусел» поступил в продажу.
Достаточно серьёзные наработки в области создания БПЛА появились и у Военной академии Республики Беларусь, партнёрами которой в изготовлении образцов аппаратов выступили Научно-технический центр «ЛЭМТ» (вопросы целевой нагрузки) и предприятие «НТЛаб-ИС» (навигационные системы).
Главным сборочным пунктом для многих дроном Беларуси стал 558-й авиаремонтный завод в городе Барановичи. Всё началось в начале 2010-х, когда предприятие в кооперации с «АГАТ — системы управления» и «Индел» присоединилась к работе над проектом «Гриф-1».
Большинство выпускаемых здесь моделей применяются для патрулирования и разведки местности, радиационной разведки, постановки радиоэлектронных помех и других целей.
Отечественные аппараты начали использовать Пограничный комитет, МВД, МЧС, Гидрометеоцентр, Госавтоинспекция и армия. Основными заказчиками беспилотников выступали спасатели и милиция. В вооружённых силах страны основную часть аппаратов получил 927-й центр подготовки и применения беспилотных авиационных комплексов.

Особенностью развития белорусских БПЛА было отсутствие в стране как таковых учреждений для подготовки необходимых специалистов-разработчиков, что во многом затрудняло и тормозило процесс, приводила к различным сложностям и ошибкам. Об этом моменте упомянул заместитель директора 558-го АРЗ по развитию Александр Воробей в интервью Onliner. 
...в Беларуси, в отличие от России или Украины, не было и нет авиационной конструкторской школы. В СССР существовало распределение по направлениям производства, и Беларусь не получила авиационного развития: не было ни одного учебного заведения, которое готовило бы кадры для этой отрасли — Академия авиации потом уже появилась. К тому же конструкторов в ней не готовят. 

Я начал ездить и знакомиться с российскими конструкторскими бюро, которые проектируют летательные аппараты. Например: конструкторское бюро одного из предприятий, работает 15 человек. Из них 14 окончило Московский авиационный институт — это о чём-то да говорит. А у нас, если брать наших конструкторов, практически все закончили технические вузы, которые никак не связаны с авиацией. Я ни в коем случае не говорю, что это плохие специалисты, но опыта проектирования летательных аппаратов у них не было. Поэтому у нас не совсем гладко и быстро всё получилось.
Военный обозреватель Александр Алесин в развитии отрасли выделил два этапа. Первый – 2009—2018 годы – характеризовался, главным образом, созданием БПЛА военного назначения для разведки и корректировки, а также аппаратов для нужд спасательных служб, лесного и сельского хозяйства. Было организовано их индивидуальное и мелкосерийное производство. Второй начался в 2018 году, когда приоритет был отдан созданию разведывательно-ударных БПЛА самолётного, вертолётного и мультикоптерного типов, в том числе барражирующих боеприпасов (дронов-камикадзе). война в Украине заставила военно-промышленный комплекс сконцентрировать усилия на организации серийного производства беспилотников. Опираясь на опыт российско-украинского конфликта, особое внимание стало уделяться дронам-камикадзе. 

### Список
| Модель                   | Создатели | Тип                                              | История                                                                                                  |
| ------------------------ | --- | ------------------------------------------------ | --- |
| Индела Винтокрыл         | «Индела» | беспилотный вертолёт                             | 2002 — первый образец; 2005 — участие в выставке «Макс—2005» в Жуковском (Московская область).           |
| Революция                | «Индела» | лабораторный беспилотный вертолёт                | создан до 2007                                                                                           |
| Легион                   | «Индела» | лабораторный беспилотный вертолёт                | создан до 2007                                                                                           |
| Индела ФильмКам          | «Индела» | съёмочный беспилотный вертолёт                   | создан до 2007                                                                                           |
| ХайСкай                  | «Индела» | съёмочный беспилотный вертолёт                   | создан до 2007                                                                                           |
| Потёмкин                 | «Индела» | лабораторный беспилотный самолёт                 | создан в конце 2000-х                                                                                    |
| Индела Стрела            | «Индела» | воздушная мишень                                 | создан в конце 2000-х                                                                                    |
| Индела Буревестник       | «Индела» | воздушная мишень                                 | создан в конце 2000-х                                                                                    |
| Индела-6 (6М)            | «Индела» | разведывательный беспилотный самолёт             | первый полёт в 2008                                                                                      |
| Индела-9 (9М)            | «Индела» | разведывательный беспилотный самолёт             | первый полёт в 2008                                                                                      |
| Индела Беркут            | «Индела» | воздушная мишень                                 | первый полёт в 2009                                                                                      |
| Стриж                    | Физико-технический институт НАН Беларуси                                                                                               | разведывательный беспилотный самолёт             | первый полёт в 2009                                                                                      |
| Стерх-БМ                 | Минский авиаремонтный завод | разведывательный беспилотный самолёт             | 2009 — первый прототип; 2012 — полностью готовый образец                                                 |
| Бусел (М, МБ2, М40, М50) | Физико-технический институт НАН Беларуси                                                                                               | разведывательный беспилотный самолёт             | первый полёт в 2010/11                                                                                   |
| Чибис                    | «Белспецвнештехника» «Системтроникс»                                                                                                   | разведывательный беспилотный самолёт             | презентован на выставке «MILEX—2011»                                                                     |
| Гриф-1                   | «Индела» (основная разработка) «Агат — системы управления» (элементы интеграции и комплекса) 558-й авиационный ремонтный завод(выпуск) | тактический разведывательный беспилотный самолёт | первый полёт в 2012                                                                                      |
| Москит                   | Научно-производственный центр многофункциональных беспилотных комплексов НАН РБ, Hydromania Военная академия РБ                        | разведывательный беспилотный самолёт             | создан 2010-х                                                                                            |
| Индела Ай Скай           | «Индела» | съёмочный беспилотный вертолёт                   | создан в начале 2010-х                                                                                   |
| Индела Кантри            | «Индела» | авиахимический беспилотный вертолёт              | создан в начале 2010-х                                                                                   |
| Индела Скай Леб          | «Индела» | испытательный беспилотный вертолёт               | создан в начале 2010-х                                                                                   |
| Индела Инскай            | «Индела» | разведывательный беспилотный вертолёт            | 2011 — первый полет; 2013 — презентация на учениях «Запад — 2012»; 2014 — начало массового производства. |
| АГАТ Беркут (1, 2, 3)    | «АГАТ — системы управления» | разведывательный беспилотный самолёт             | первый полёт в 2013                                                                                      |
| Буревестник МБ           | НПЦ «Беспилотные авиационные комплексы и технологии» Физико-технического института НАН Беларуси                                        | военный беспилотный самолёт                      | первый полёт в 2016                                                                                      |
| Шершень                  | «Аэросистема» | беспилотник мультироторного типа                 | представлен на форуме «Армия 2016»                                                                       |
| Кондор (1/Т, 2/Р)        | 558-й авиационный ремонтный завод | воздушная мишень                                 | презентован на выставке «LIMA 2017»                                                                      |
| Квадро                   | «Дисплей» | боевой мультикоптер                              | презентован в 2018                                                                                       |
| Формула                  | «Мидивисана» | разведывательный беспилотный самолёт             | ? |
| Ястреб                   | Научно-производственный центр многофункциональных беспилотных комплексов НАН Беларуси                                                  | тяжёлый беспилотный самолёт                      | участвовал в выставке «MILEX-2019»                                                                       |
| Бекард                   | 558-й авиаремонтный завод | разведывательный беспилотный самолёт             | презентован на выставке «MILEX-2019»                                                                     |
| Хантер                   | «Беспилотные вертолёты» | разведывательно-ударный беспилотный вертолёт     | презентован на выставке «MILEX—2021»                                                                     |
| Чекан                    | КБ «Дисплей» 558-й авиаремонтный завод                                                                                                 | дрон-камикадзе                                   | презентован на выставке «MILEX—2021»                                                                     |
| Ловчий                   | 558-й авиаремонтный завод | ударный беспилотный самолёт                      | презентован на выставке «MILEX—2021»                                                                     |

## Наземные аппараты

### Гражданские проекты
В марте 2017 года президент Беларуси Александр Лукашенко в ходе визита на одно из предприятий крупного инноватора Виктора Прокопени заявил о необходимости разрабатывать беспилотные аппараты. Прокопеня и другие главы инновационных компаний говорили о важности изменения законодательства и шансе стать одной из первых стран, где беспилотный транспорт появится на дорогах. Уже в мае гендиректор «Убер» Пьер Гор-Коти встретился в Минске с премьер-министром Андреем Кобяковым, посетил Парк высоких технологий (ПВТ) и подписал с его директором Всеволодом Янчевским меморандум о сотрудничестве в сфере БПА. Договорились и об открытии в Парке центра разработок «Убер». Как тогда отметил Янчевский, это даст шанс стать одной из первых стран, где появятся беспилотные автомобили. В ноябре к разработке транспортных дронов в Беларуси присоединилась американская компания «Mapbox», создающая платформы карт. Она объявила об открытии в Минске своего центра исследований и разработок на базе белорусского стартапа MapData, а также о намерении стать резидентом ПВТ. А в марте 2018 года резидент белорусско-китайского индустриального парка «Великий Камень», компания «Интеллектуальное оборудование», привезла в Беларусь для тестирования два БПА на электромоторах и приступила к их испытаниям.
Во многом началу активной деятельности в направлении гражданских автомобильных дронов в Беларуси поспособствовали декрет № 8 от 21 декабря 2017 г. «О развитии цифровой экономики» и указ № 273 от 10 июля 2018 г. «О стимулировании использования электромобилей».
С тех пор страна запустила несколько проектов в области беспилотной гражданской техники.
- В 2018 году были автоматизированы 130-тонник БелАЗ-7513R и фронтальный погрузчик БелАЗ-78250[11].
- 20 мая 2021 года был представлен беспилотный трактор BELARUS А3523і совместной разработкой Управления конструкторско-экспериментальных работ № 1 Минского тракторного завода и Объединённого института машиностроения Национальной академии наук. Создан на базе трактора семейства 3522/3525.
- В январе 2022 года Минский автомобильный завод в белорусско-китайском индустриальном парке «Великий камень» протестировал первый беспилотный автобус на электрическом ходу[12].

### Военные проекты

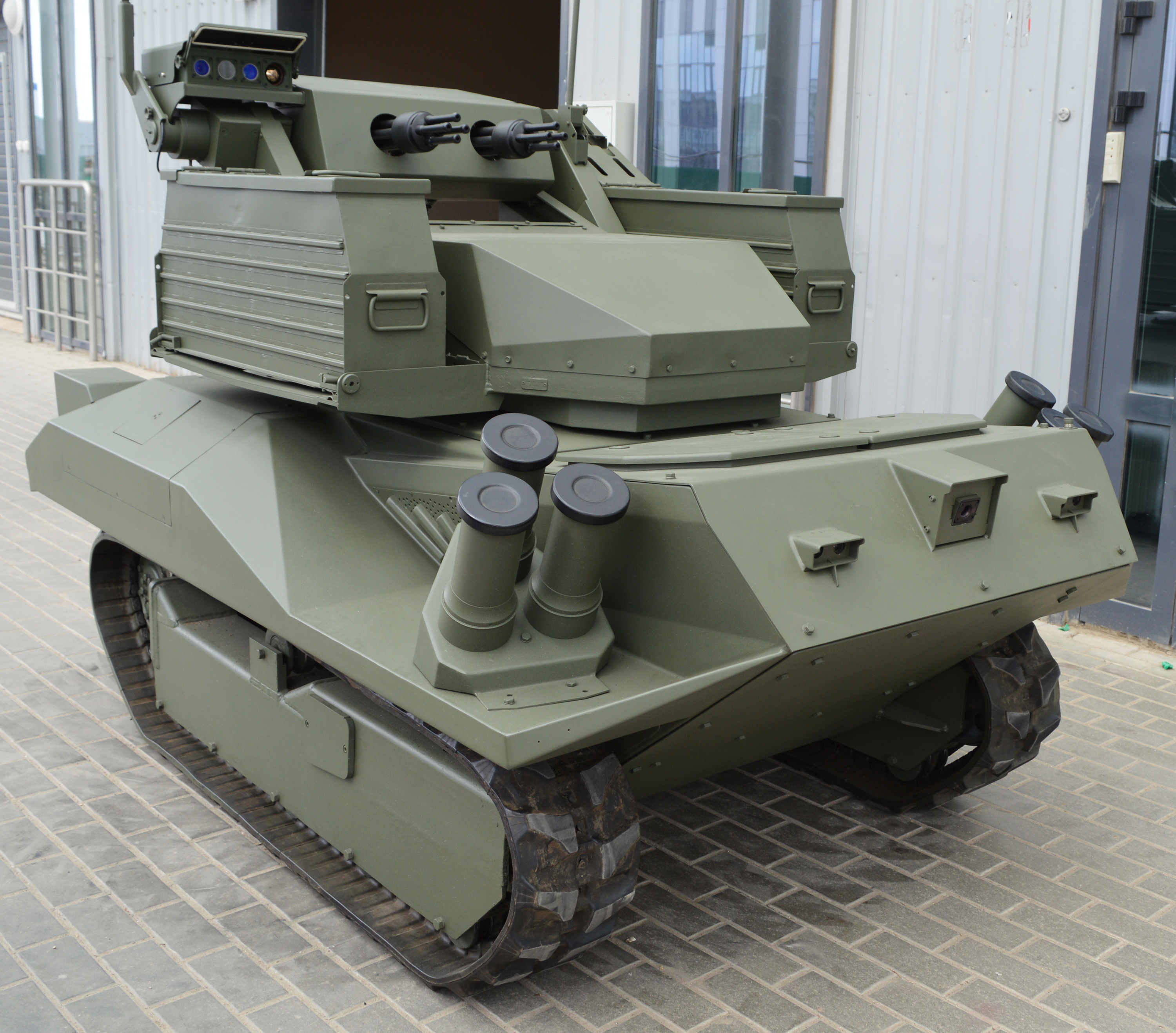
РОК «Берсерк».

В 2010-х годах для Беларуси, в связи с активизацией деятельности НАТО на польской территории и созданию новой механизированной дивизии ВС Польши непосредственно у границ страны, возросла необходимость противотанковых средств. Следствием этого стало появления проектов «Богомол» (противотанковый комплекс) и «Берсерк» (огневой комплекс). Разработка роботизированных комплексов велась группой конструкторов под руководством Андрея Анисимова в компании «Белспецвнештехника (БСВТ) — Новые технологии», дочерним предприятии «Белспецвнештехники». В мае 2020 года это же предприятия представило проект «Вистл» (ракетный комплекс).